# Romina Basso
Romina Basso (geboren in Gorizia) ist eine italienische Mezzosopranistin, die sich auf Barockmusik spezialisiert hat.

## Leben und Werk
Basso studierte Gesang am Conservatorio B. Marcello in Venedig und Italienische Literatur an der Universität Triest. Sie absolvierte Meisterklassen bei Peter Maag, Regina Resnik, Rockwell Blake, Claudio Desderi, Elio Battaglia und Claudio Strudthoff.
Nach einigen erfolgreichen Wettbewerben etablierte sie sich rasch auf den wichtigen Konzertpodien Europas, wie dem Wiener Konzerthaus, dem Théâtre Royal de la Monnaie und dem Palais des Beaux-Arts, beide in Bruxelles, der Grand Théâtre de Bordeaux, der Münchner Philharmonie am Gasteig, dem Glyndebourne Festival, dem Edinburgh Festival und dem Barbican Centre in London, dem Palau de la Música in Valencia, dem Santiago de Compostela Baroque Festival und dem Utrecht Early Music Festival. Basso singt regelmäßig mit namhaften Originalklang-Ensembles, wie Concerto Italiano, Europa Galante, Il complesso barocco, Ensemble 415, Orchestra of the Age of Enlightenment und dem Gabrieli Consort. Sie hat mit namhaften Dirigenten zusammengearbeitet, darunter Rinaldo Alessandrini, Paolo Arrivabeni, Fabio Biondi, Gabriele Ferro, Daniele Gatti, Alain Guingal, Sir Charles Mackerras, Paul McCreesh, Jordi Savall, Jean-Christophe Spinosi und Marcello Viotti. Ihr Repertoire reicht von Barock über Gioachino Rossini  – L’italiana in Algeri, Tancredi – bis zu Giacomo Puccini (Manon Lescaut), Igor Strawinsky (Pulcinella) und Francis Poulenc (Dialogues des Carmélites).
Ihre Barock-Schwerpunkte liegen auf Claudio Monteverdi (L’Orfeo und La Vergine dei Dolori), Antonio Vivaldi (Bajazet, Motezuma und Orlando furioso), sowie auf Georg Friedrich Händel. Eine langjährige Zusammenarbeit für konzertante Opernaufführungen verbindet die Künstlerin mit dem Theater an der Wien, wo sie 2009 als Adrasto in Vivaldis Armada al campo d'Egitto debütierte. Im Händel-Zyklus des Theaters an der Wien sang sie 2010 den Alessandro in Tolomeo, Re d'Egitto, 2011 die Cornelia in Giulio Cesare in Egitto, 2013 die Tauride in Arianna in Creta und 2014 die Trasimede in Admeto, Re di Tessaglia, stets mit dem Complesso barocco unter Alan Curtis. Ende des Jahres 2014 übernahm sie in diesem Haus den Cherinto in Glucks Demofoonte.

## Aufnahmen (Auswahl)
Händel-Opern mit dem Complesso barocco unter Alan Curtis:
- Berenice, regina di Egitto: mit Klara Ek (Berenice), Ingela Bohlin (Alessandro), Franco Fagioli (Demetrio), Romina Basso (Selene), Mary-Ellen Nesi (Arsace), Anicio Zorzi Giustiniani (Fabio), Vito Priante (Aristobolo).  Virgin Classics (EMI Music), 50999 6285362-0 (2010; 166 min)
- Giulio Cesare in Egitto: Mit Marie-Nicole Lemieux (Giulio Cesare), Karina Gauvin (Cleopatra), Romina Basso (Cornelia), Emőke Baráth (Sesto), Filippo Mineccia (Tolomeo), Johannes Weisser (Achilla), Milena Storti (Nireno), Gianluca Buratto (Curio).  Naïve OP30536 (2012).
- Tolomeo: mit Ann Hallenberg (Tolomeo), Karina Gauvin (Seleuce), Anna Bonitatibus (Elisa), Romina Basso (Alessandro), Pietro Spagnoli (Araspe). Archiv Produktion 477 7106 (2006; 148 min)

Opern von Antonio Vivaldi:
- Ercole sul Termodonte, mit Romina Basso, Patrizia Ciofi, Diana Damrau, Joyce DiDonato, Vivica Genaux, Philippe Jaroussky, Topi Lehtipuu und  Rolando Villazón. Europa Galante und Coro da Camera Santa Cecilia di Borgo San Lorenzo unter Leitung von Fabio Biondi (Produzent: Daniel Zalay)
- Dorilla in Tempe, mit Romina Basso, Sonia Prina, Marina de Liso u. a., I Barrochisti unter Diego Fasolis (Naïve)
- Armida al Campo d’Egitto, mit Romina Basso, Sara Mingardo, Martín Oro, Furio Zanasi u. a., Concerto Italiano, Rinaldo Alessandrini (Naïve)
- L’Atenaide, mit Vivica Genaux (Teodosio), Sandrine Piau (Atenaide), Guillemette Laurens (Pulcheria), Romina Basso (Varane), Nathalie Stutzmann (Marziano), u. a., Modo Antiquo unter Federico Maria Sardelli. (Naïve)
- Orlando furioso (1714) mit Romina Basso (Alcina), Delphine Galou, Riccardo Novaro u. a., Modo Antiquo unter Federico Maria Sardelli. (Naïve)

Weiteres:
- Lamento, Werke von Luigi Rossi, Giacomo Carissimi, Barbara Strozzi, Claudio Monteverdi und Francesco Provenzale. Mit Romina Basso und dem Ensemble Latinitas Nostra. (Naïve)
- Nicola Porpora: Notturni per i defunti, mit Romina Basso, Monica Demicheli, La Stagione Armonica, Dolce & Tempesta, unter Stefano Demicheli (Fuga Libera)
- Francesco Maria Veracini: Adriano in Siria, mit Romina Basso, Ann Hallenberg, Sonia Prina, Roberta Invernizzi u. a., Europa Galante unter Fabio Biondi (Aufnahme von den Resonanzen 2014 im Wiener Konzerthaus, FB)
- Baroque Divas (Romina Basso singt Arien von Vivaldi (Il Giustino), Domenico Sarro und Antonio Caldara). Mit Vivica Genaux, Sonia Prina, Mary-Ellen Nesi, Armonia Atenea unter George Petrou (Decca)

## Auszeichnung
- 2012 Nominierung für den Grammy Award 2012 in der Kategorie Beste Opernaufnahme für Antonio Vivaldi: Ercole sul Termodonte